# Michael Totz

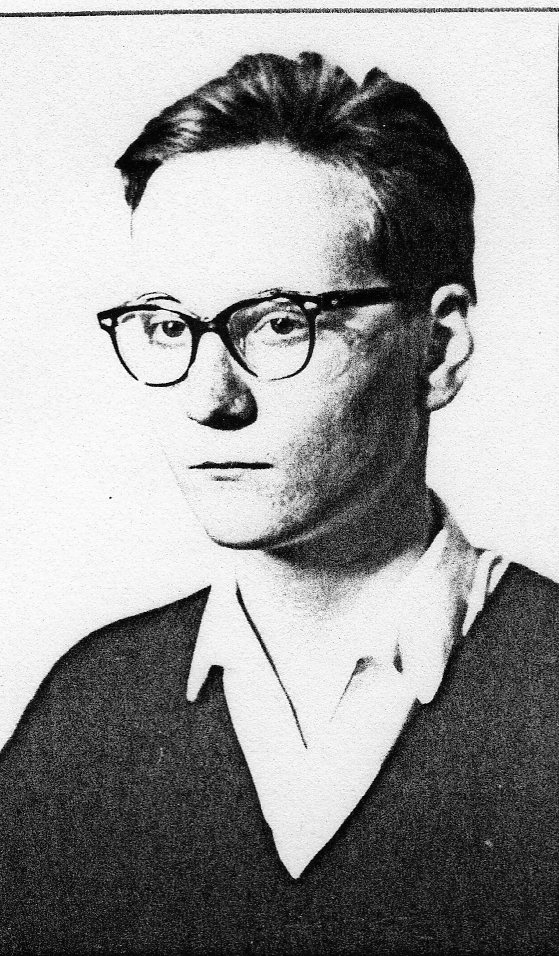
Michael Totz um 1964

Michael Totz (* 19. Mai 1947 in Wien; † 8. Juli 1990 in Salzburg) war ein österreichischer Schauspieler.

## Leben und Wirken
Der in Wien-Neubau geborene Sohn des USIA-Direktors und KPÖ-Intellektuellen Walter Totz und dessen Frau Mathilde absolvierte die Volksschule und (ohne Maturaabschluss) das Bundesrealgymnasium VII, Kandlgasse, in seinem Heimatbezirk, wechselte ins Reinhardt-Seminar über und schloss seine Ausbildung in der Schauspielschule Krauss ab.
Totz war über Jahre eine der Stützen des Ensembles des Linzer Landestheaters, in dem er sich früh zum Charakterdarsteller entwickelte, und etwa 1985 als Bockerer (Premiere 19. Oktober 1985) seinen wahrscheinlich größten Erfolg erzielte. Ähnlich erfolgreich gestaltete sich das darauf folgende Engagement am Staatstheater Nürnberg, wo Totz unter anderem  1986 in Hansjörg Utzeraths Inszenierung von Bert Brechts Baal die Titelrolle verkörperte (Premiere 4. Oktober 1986). 1988 urteilte Theater heute, dass Totz Gotthold Ephraim Lessings "Nathan der Weise" als jazzig Klavier spielenden "schwierigen Typen" "bravourös verkörpere" (von letzterer Aufführung soll eine TV-Fassung des Bayerischen Fernsehens existieren).
Der überzeugte Wiener strebte aber zurück in seine Heimatstadt und wurde 1989 unter der Direktion von Emmy Werner ans Wiener Volkstheater engagiert. Hier wirkte er unter anderem in Johann Nestroys "Das Haus der Temperamente" mit (Premiere 17. Dezember 1989) Im Sommer 1990 kam Totz anlässlich der Dreharbeiten für einen Fernsehfilm bei einer Rafting-Szene ums Leben. Sein Tod machte Schlagzeilen.

## Hörspiele (Auswahl)
- 1973: Erich Landgrebe: Bruder Null – Regie: Ferry Bauer (Hörspiel – ORF Oberösterreich)
- 1973: Renke Korn: Vorstellungen während der Frühstückspause – Regie: Ferry Bauer (Hörspiel – ORF Oberösterreich)
- 1977: Marcel Pagnol: Marius – Regie: Ferry Bauer (Hörspielbearbeitung – ORF Oberösterreich)
- 1977: Marcel Pagnol: Fanny – Regie: Ferry Bauer (Hörspielbearbeitung – ORF Oberösterreich)
- 1977: Friedrich Ch. Zauner: Zieleinlauf (2. Radrennfahrer) – Regie: Ferry Bauer (Hörspiel – ORF Oberösterreich)
- 1978: André Roussin: Die Schule der Ehe – Regie: Ferry Bauer (Hörspiel – ORF Oberösterreich)
- 1982: Heinz Piontek: Seespuk – Regie: Ferry Bauer (Original-Hörspiel – ORF Oberösterreich)
- 1984: Heide Stockinger: Wie das lutherische Lernen angefangen – Regie: Friedrich Ch. Zauner (Hörspiel – ORF Oberösterreich)

Quelle: Ö1-Hörspieldatenbank